# 城光寺橋
城光寺橋（じょうこうじはし）は、富山県高岡市の一級河川小矢部川に架かる一般国道415号の橋梁。橋名は左岸の地名から。

## 橋データ
- 橋の種類 - RCゲルバー桁橋、PC桁橋（拡幅部分）[1]
- 左岸 - 富山県高岡市城光寺
- 右岸 - 富山県高岡市米島
- 橋長 - 238.4 m[2]
- 幅員 - 7.3 m（車道）、2.2 m（歩道）×2[1]

## 概要
かつては米島の渡しで渡河しており、勝興寺の大法要が営まれる際は臨時の舟橋を架けていた。1893年（明治26年）11月、長さ60.11間（約109 m）、幅員3間（5.5 m）の橋を架設した。1938年（昭和13年）4月に延長238.6 m、幅員8.5 mの鉄筋コンクリートの橋に架け替えられ、1949年（昭和24年）に現在の橋梁に架け替えられた。のちにPC桁橋を増設し、4車線となった。
国道415号指定以前は、県道富山氷見線の橋梁であった。